# 細川徳時
細川 徳時（ほそかわ のりとき）は、江戸時代中期の武士。細川氏の血を引くが、詳細は不明。息子は1男、細川徳生（のりあき?、幼少の頃に病死）。娘は、御三卿・一橋徳川家の初代当主・徳川宗尹の側室となって隼之助、のちの福岡藩主黒田治之（福岡藩黒田氏に養子入り）を産んでいる。